# Język uruangnirin
Język uruangnirin, także: karas darat, faur, tubiruasa – język austronezyjski używany w indonezyjskiej prowincji Papua Zachodnia, na wyspach Faur i Tuburuasa (grupa wysp Karas) oraz na półwyspie Bomberai. Według danych z 1983 roku posługuje się nim 400 osób. 
Termin Karas Darat określa dwie mniejsze wyspy w grupie wysp Karas, gdzie rozpowszechniony jest ten język. Jego użytkownicy zamieszkują miejscowości Tuberwasak (Tuburuasa, Tubir Wasak) i Tarak na wyspie północnej oraz Faur (Faor) i Kiaba na wyspie południowej.
Jego przynależność lingwistyczna nie została dobrze ustalona. Do bliskich krewnych tego języka należą onin i sekar, przypuszczalnie także język yamdena z archipelagu Moluków.